# Here's Little Richard
| Recensione                    | Giudizio |
| ----------------------------- | -------- |
| AllMusic                      | [ 1 ]    |
| Encyclopedia of Popular Music | [ 2 ]    |
| Music Story                   | [ 3 ]    |
| Record Collector              |          |
| The Rolling Stone Album Guide | [ 4 ]    |
| Sputnikmusic                  | [ 5 ]    |

Here's Little Richard è l'album di debutto del musicista rock and roll statunitense Little Richard, pubblicato nel 1957 dalla Specialty Records.

## Il disco
Little Richard aveva avuto 6 singoli nella classifica Top 40 Hits l'anno precedente, alcuni dei quali furono inseriti in questo album. Il disco, da alcuni critici definito il primo ed ultimo album veramente di rilievo dell'artista, si piazzò alla posizione numero 13 della classifica statunitense di Billboard. Nel 2003, l'album è stato classificato alla posizione numero 50 nella lista dei 500 migliori album di sempre redatta dalla rivista Rolling Stone. Il disco contiene alcuni dei più grandi successi di Richard, come la famosissime Tutti Frutti, Long Tall Sally, Ready Teddy, Jenny, Jenny, e Rip It Up.

## Tracce

### Lato A
1. Tutti Frutti (Richard Penniman, Dorothy LaBostrie, Joe Lubin) – 2:25
2. True Fine Mama (Penniman)  – 2:43
3. Can't Believe You Wanna Leave (Lloyd Price) – 2:28
4. Ready Teddy (Robert Blackwell, John Marascalco) – 2:09
5. Baby (Penniman) – 2:06
6. Slippin' and Slidin' (Peepin' and Hidin') (Penniman, Eddie Bocage, Al Collins, James Smith) – 2:42

### Lato B
1. Long Tall Sally (Enotris Johnson, Blackwell, Penniman) – 2:10
2. Miss Ann (Penniman, Johnson) – 2:17
3. Oh Why? (Winfield Scott) – 2:09
4. Rip It Up (Blackwell, Marascalco) – 2:23
5. Jenny, Jenny (Johnson, Penniman) –2:04
6. She's Got It (Marascalco, Penniman) –2:26

## Formazione
- Little Richard – voce, pianoforte (eccetto sulle tracce 5 & 9)
- Lee Allen – sax tenore (eccetto sulle tracce 2 & 12)
- Alvin "Red" Tyler – sax baritono (eccetto sulle tracce 2 & 12)
- Frank Fields – basso (eccetto sulle tracce 2 & 12)
- Earl Palmer – batteria (eccetto sulle tracce 2 & 12)
- Edgar Blanchard – chitarra (eccetto sulle tracce 1, 2, 5, 9 & 12)

Musicisti aggiuntivi
- Justin Adams – chitarra (tracce 1 & 5)
- Huey Smith – piano (tracce 1 & 5)
- Renald Richard – tromba (traccia 2)
- Clarence Ford – sax tenore, sax baritono (traccia 2)
- Joe Tillman –  sax tenore (traccia 2)
- William "Frosty" Pyles – chitarra (traccia 2)
- Lloyd Lambert – basso (traccia 2)
- Oscar Moore – batteria (traccia 2)
- Roy Montrell - chitarra (traccia 9)
- Wilbert Smith – sax tenore (traccia 12)
- Grady Gaines – sax tenore (traccia 12)
- Clifford Burks – sax tenore (traccia 12)
- Jewell Grant – sax baritono (traccia 12)
- Nathaniel Douglas – chitarra (traccia 12)
- Olsie Richard Robinson – basso (traccia 12)
- Charles Connor – batteria (traccia 12)